# Madingo-Kayes (district)

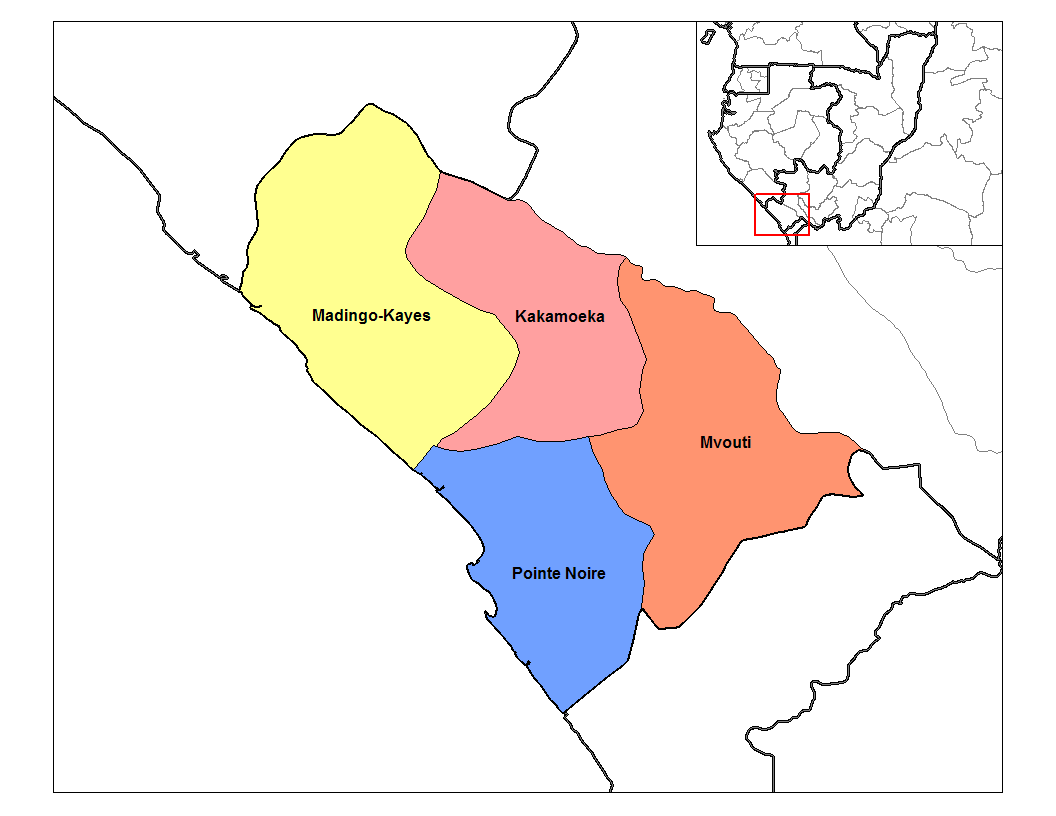
Les districts du Kouilou au sud du pays

Le district de Madingo-Kayes est un district du sud-ouest de la République du Congo dans le département du Kouilou. Il a pour capitale la ville de Madingo-Kayes.
C'est le district le moins peuplé du département derrière Mvouti et Hinda, respectivement avec 13 290, 18 094 et 91 955 habitants en 2007.
Les populations sont concentrées le long du tronçon du CFCO, et des routes nationales.
La population autochtone est constituée de Vili, de Loumbou et de Pygmées Bongo.